# Poggio Picenze
Poggio Picenze (Rù Poje in abruzzese) è un comune italiano di 1 012 abitanti della provincia dell'Aquila in Abruzzo, parte della comunità montana Campo Imperatore-Piana di Navelli.

## Geografia fisica
Poggio Picenze è un piccolo paese della provincia dell'Aquila che conta circa mille abitanti; situato sulla strada statale 17 dell'Appennino abruzzese a circa 14 km dall'Aquila, su un'altura di 756 m s.l.m. dalla quale si può ammirare l'ampio panorama della conca aquilana.
Il paese ebbe consistenti lavori di ricostruzione dopo il terremoto del 6 ottobre 1762. Poggio Picenze è uno dei comuni maggiormente colpiti dal Sisma del 6 aprile 2009. La via principale del paese, Via Umberto I, è stata riaperta al transito nel marzo del 2012, benché la maggior parte delle abitazioni siano inagibili.

## Storia
Il nome proviene da un presidio dei Piceni presso il Monte Picenze (III secolo a.C.), successivamente composto da più villaggi, di cui rimane una torre di controllo del X secolo. Il primitivo villaggio di Picenze Alta, comprende i borghi di Petogna e San Martino, oggi del comune di Barisciano.
Poggio Picenze odierna sorse intorno al XII secolo, durante il periodo di incastellamento in Abruzzo, come testimonia un documento del 1173 che la chiama "Podium de Picentia".

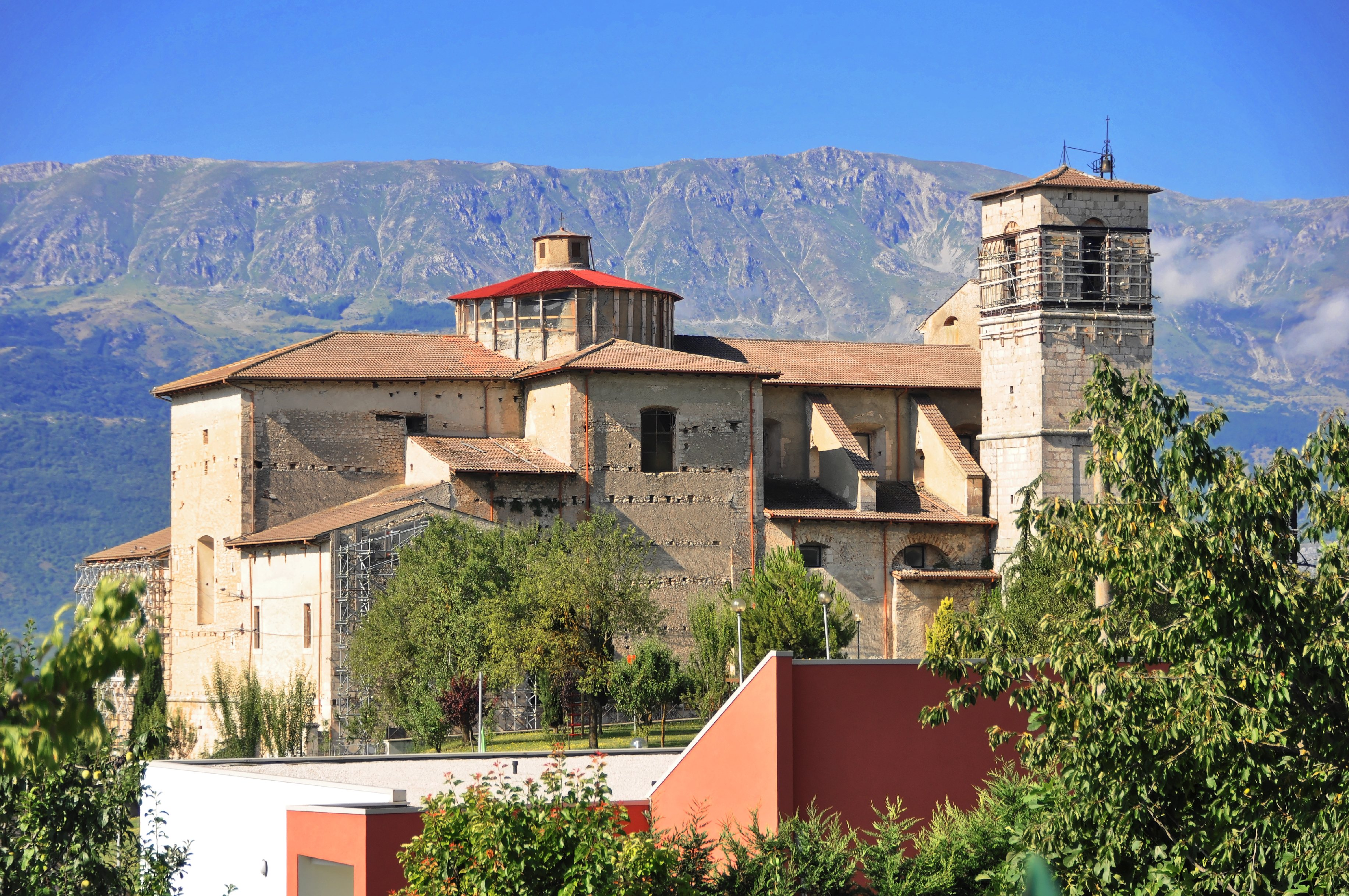
Veduta dalla strada statale, della chiesa parrocchiale di San Felice

Nel 1254 partecipò alla fondazione dell'Aquila assieme ad altri castelli, occupando una parte del quarto di Santa Maria, di cui esiste ancora la chiesa di Santa Maria di Picenze, presso via Costa Picenze. Per la sua fedeltà all'Aquila, insieme ai 98 castelli, nel 1423 Poggio subì l'attacco di Braccio da Montone, nell'ambito della guerra di successione angioino-aragonese, e il castello fu gravemente compromesso. Con il potere spagnolo nel XVII secolo, Poggio Picenze si distaccò dal territorio aquilano, andando sotto il controllo di Giacomo dei Leognani. Passò successivamente come feudo marchionale agli Alfieri dell'Aquila e, in seguito, grazie al matrimonio tra Rinaldo II e Margherita Alfieri e successivamente a una causa con il cognato, i De Sterlich, all'epoca residenti tra Chieti e Cermignano, si appropriarono nel 1762 del feudo. Nel 1806 entrò nel neonato distretto di Barisciano, e nel 1832 fu demolito in parte il vecchio castello a pianta ellittica, che domina sul borgo, a causa di pericoli di crollo. Nel 1927 entrò a far parte della provincia dell'Aquila.

### Terremoto del 6 aprile 2009
Poggio Picenze è stato gravemente danneggiato in seguito al terremoto dell'Aquila del 2009, rendendo inagibile gran parte del paese, in particolare le due zone storiche del Castello e di Via Umberto I. Inoltre sempre a seguito dell'evento sismico, sono morte nei crolli 5 persone, di cui 3 non ancora maggiorenni.

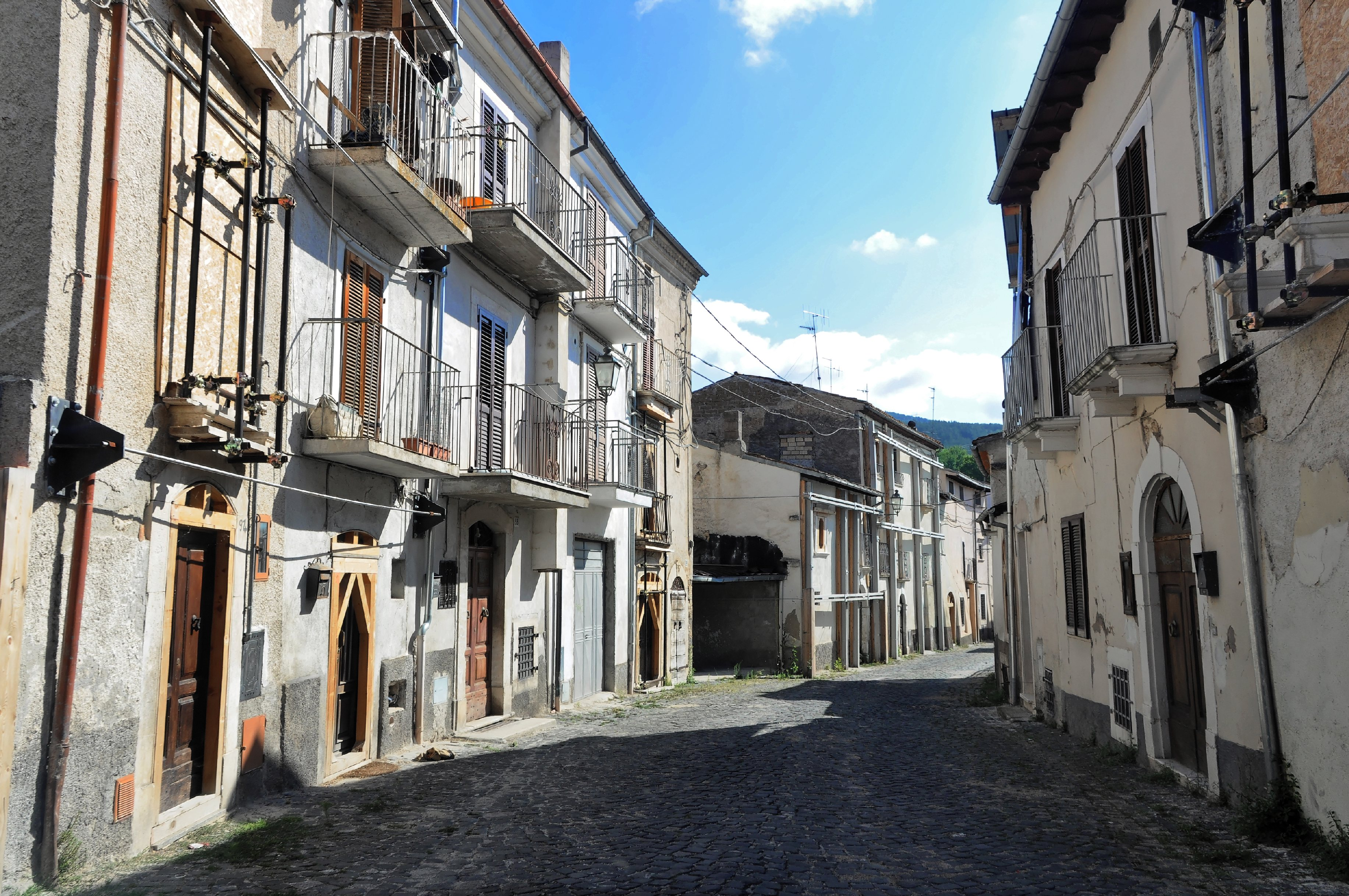
Via Umberto I, arteria principale del paese

I cittadini di Sambucetole, frazione di Amelia (TR), decisero di devolvere i proventi della Festa della Trebbiatura 2009 agli abitanti di Poggio Picenze vittime del terremoto.

## Monumenti e luoghi d'interesse
Nel territorio si ritrovano giacimenti di pietra bianca da scultura; grazie a questa risorsa ed al lavoro di maestri scultori poggiani, il paese è abbellito da fontane e monumenti in pietra bianca.

### Chiesa parrocchiale di San Felice Martire
Costruita nel XII secolo fuori dal centro abitato (oggi infatti precede l'accesso al cimitero), è stata riabbellita nel '500 con la facciata rinascimentale. La parte interna ha conservato le tre navate, ma ha stile barocco. I dipinti di maggiore interesse sono quelli dei Misteri del Rosario (XVI secolo). È un edificio ecclesiastico molto possente e importante, di rilevante valore storico e culturale del paese. Ricostruita in stile imponente e barocco nel 1762 dopo i danni del 1703, ha facciata in pietra, con abbellimenti neoclassici del 1870. Gli altari di maggiori rilievo sono quelli di San Giovanni lavorato dal maestro Rocco di Tommaso da Vicenza, e il capo altare a tabernacolo. Accanto è presente la casa canonica, nella quale risiede il parroco del paese. Quest'ultima è comunicante con il corpo principale della chiesa.
Attualmente è inagibile a causa dei danni provocati dal sisma del 6 Aprile del 2009 ed è in attesa di essere ricostruita. Per tale ragione è stata sostituita da una struttura provvisoria in legno per le sante messe, situata in Piazza Salvatore Massonio, appena prospiciente la struttura principale dell'edificio.

### Altri monumenti

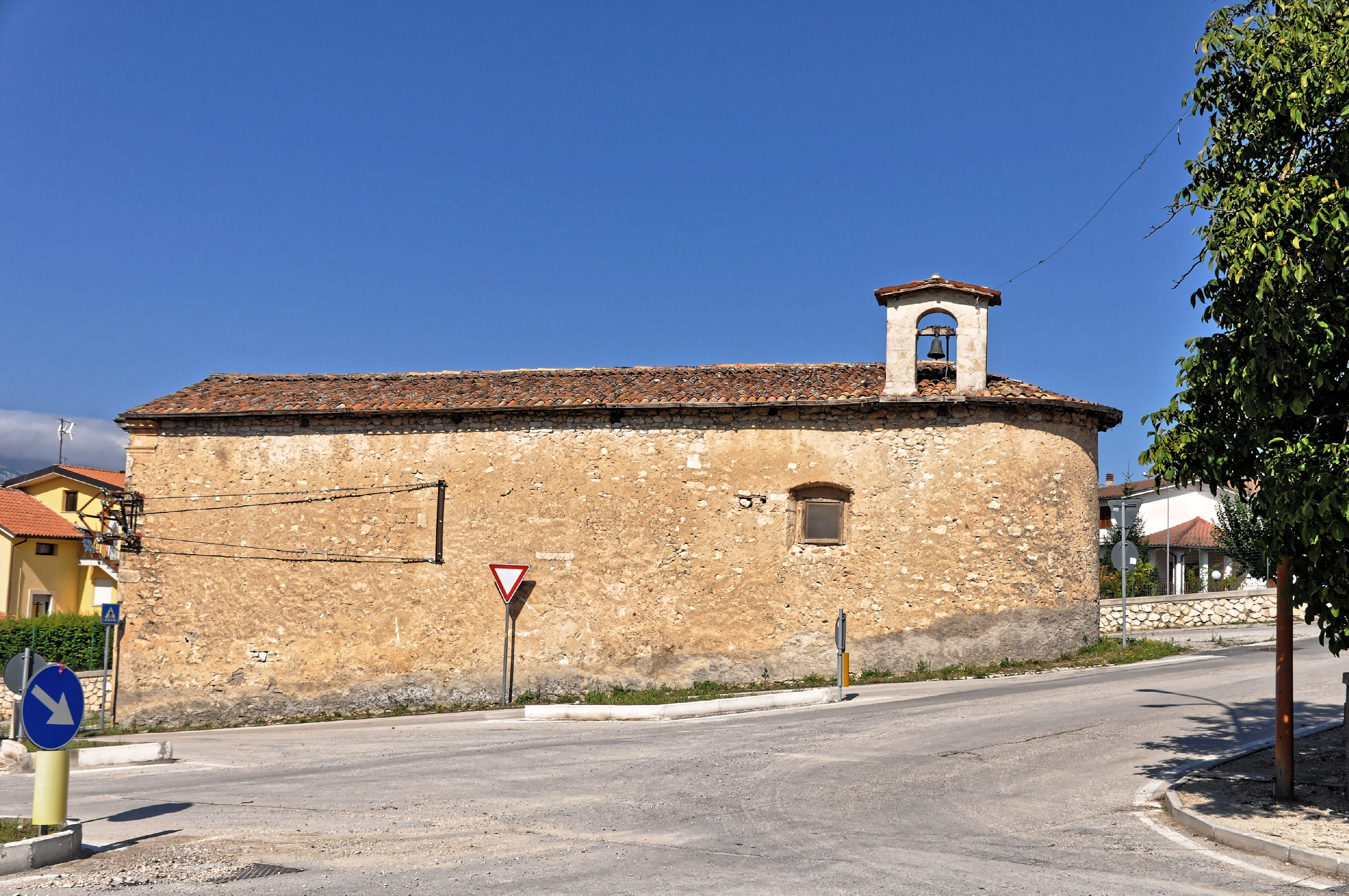
Chiesa della Visitazione di Maria

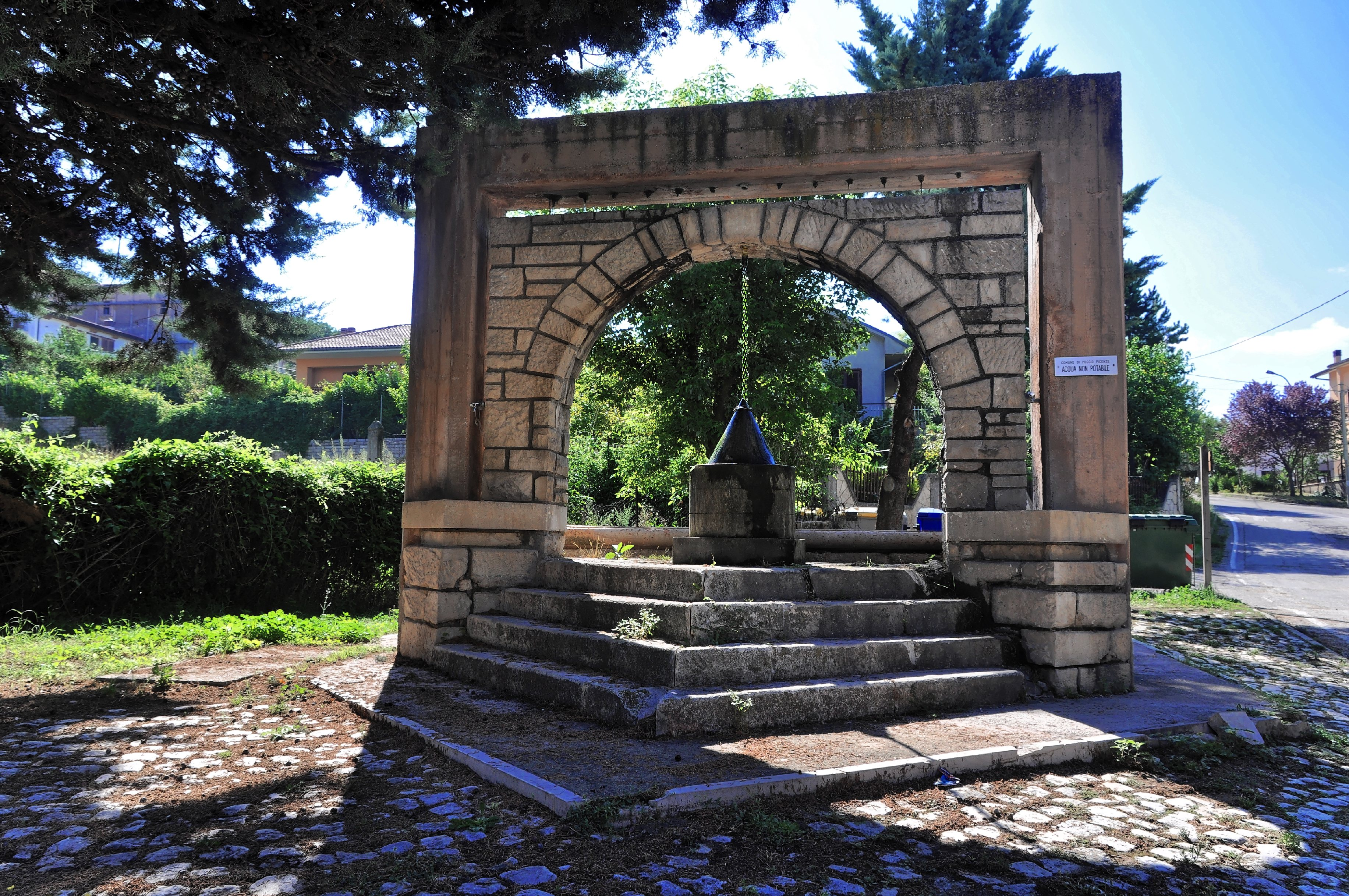
Una fontana di Poggio Picenze

Oltre alla chiesa madre di San Felice, sono presenti:
- Chiesa della Visitazione di Maria: edificata nel XVI secolo, la facciata è in stile romanico aquilano, con elementi barocchi, nella cui parte alta si mostra una Crocifissione in altorilievo. Nei primi del Novecento, i contadini assistevano alla santa messa nella chiesa, prima di recarsi nei campi a lavorare.
- Chiesa di San Giuliano: risale al XV secolo, presso un antico sito ospizio dei pellegrini, usato sino al 1447. Presenta sobria architettura, con il fronte nitido e con lesene in pietra locale; l'interno è a navata unica, con tetto a capriate lignee.

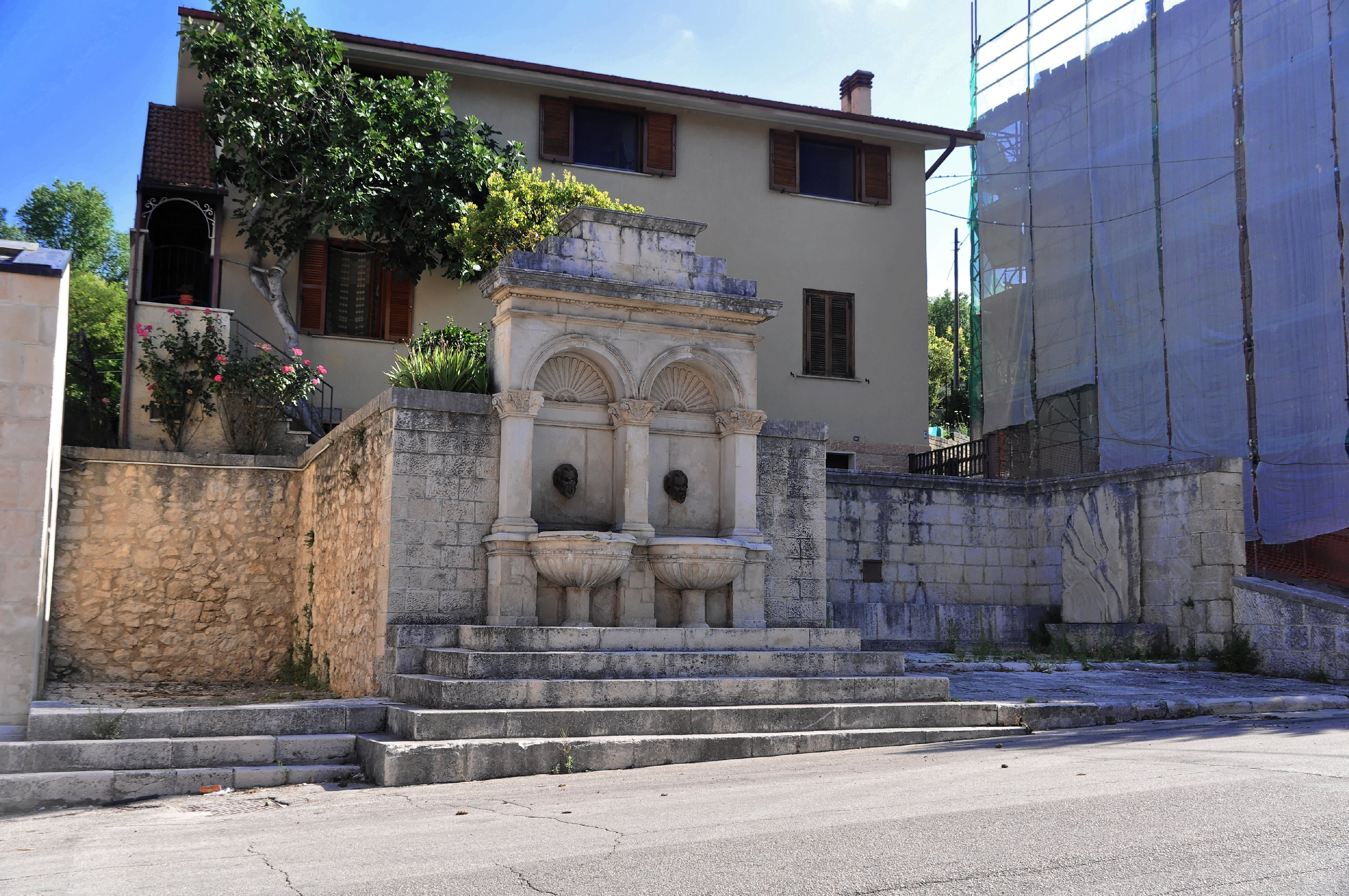
Fontana San Rocco

- Chiesa di Santa Maria della Consolazione: benché inclusa nel territorio comunale di Barisciano, essa è vicinissima a Poggio Picenze, sorge presso un piccolo cimitero lungo la strada statale 17, verso L'Aquila. La chiesa è del XVII-XVIII secolo, ha un impianto centrale a forma ottagonale, che termina con il tetto a cupola, elemento caratterizzante di questa piccola chiesetta. Danneggiata dal terremoto del 2009, è stata riaperta nel 2018.
- Fonte San Rocco: è la fontana principale di Poggio, delimitata dalla scalinata dell'accesso principale al paese: posta sul muro di una parete, è caratterizzata da due vasche chiuse in nicchie a tutto sesto, con tre colonnine sormontate da capitelli. Le vasche sono sorrette da piloni in pietra, la fontana come l'abbeveratoio sulla destra, è di pregevole fattura (XVIII secolo), la sobrietà delle linee conferisce un aspetto monumentale e di severa eleganza al manufatto.
- Chiesa di San Rocco: la chiesa, posta di fronte all’omonima fontana, venne chiusa il 13 gennaio 1915.

### Mura del castello

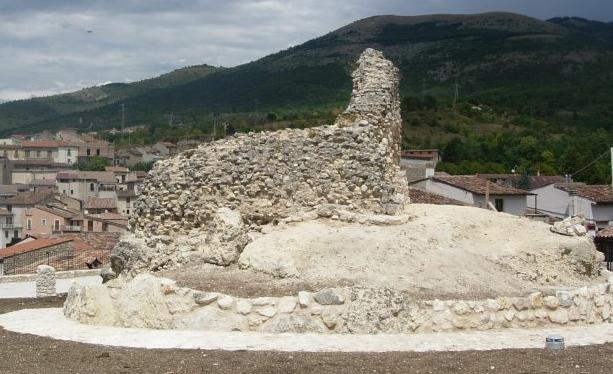
Ruderi del castello

Il castello si trova presso la piazza Castello, al centro del nucleo più antico di Poggio. In origine fu costruito nel XII secolo, e venne parzialmente distrutto da Braccio da Montone nel 1423. Nel Rinascimento fu proprietà di Giangiacomo dei Leognani, e poi della famiglia De Sterlich.
Nel 1832 il castello non aveva più proprietari ed era in cattivo stato di conservazione, tanto da minacciare il collasso. Perciò la parte palaziale fu demolita per costruire nuove case e rimase la parte superiore mozzata con i resti della torre, nonché metà della pianta originaria: ossia le mura.
Il castello ha pianta ellittica ed è visitabile come luogo panoramico.
Altra fortificazione nei pressi di Picenze (sopra Monte Picenze), benché inclusa in località Picenze del comune di Barisciano, è una torre di controllo dei Longobardi, oggi conservatasi a metà, che aveva il compito di controllare la vallata del fiume Aterno. Dei tiranti di ferro, montati nei primi anni 2000, sostengono l'antica torre, per impedirne il crollo.

### Casa medievale
Oggi è proprietà del Comune di Poggio Picenze.
Fu edificata nel XIII secolo, ed è interessante per la porta "del morto", e le due finestre gotiche bifore. All'interno possiede un cortile con pozzo. Si trova nella zona storica di via Umberto I.

### Aree naturali
Nella montagna che sovrasta l'abitato di Poggio Picenze c'è la Valle del Campanaro, una Valle ricca di flora tipica abruzzese, fatta eccezione per il Dittamo(dictamus albus) una pianta molto rara in Italia e nell'Europa del Sud. Gli animali che vi abitano sono cinghiali, lupi, volpi, cervi, caprioli ed istrici. La Valle del Campanaro si trova alle porte del Parco Nazionale del Gran Sasso e Monti della Laga.

## Società

### Evoluzione demografica
Abitanti censiti

## Amministrazione
| Periodo        | Periodo        | Primo cittadino      | Partito                                                                                     | Carica  | Note        |
| -------------- | -------------- | -------------------- | ------------------------------------------------------------------------------------------- | ------- | ----------- |
| 23 aprile 1995 | 13 giugno 2004 | Pio Alleva           | Lista Civica di Centro-sinistra                                                             | Sindaco | [ 6 ] [ 7 ] |
| 14 giugno 2004 | 30 maggio 2015 | Nicola Menna         | Lista Civica Insieme per Poggio Picenze                                                     | Sindaco | [ 8 ] [ 9 ] |
| 31 maggio 2015 | in carica      | Antonello Gialloreto | Lista Civica CambiaMenti per Poggio Picenze (2015-2020) poi Lista Civica "Unica" (dal 2020) | Sindaco | [ 1 ]       |

## Sport
All'interno del territorio comunale di Poggio Picenze, sono presenti 4 importanti impianti sportivi: due campi da tennis in cemento (adiacenti il bocciodromo comunale, sede della bocciofila), un campo da calcio in erba naturale e un campo da calcetto in cemento con una pista di pattinaggio che circonda il campo.
La bocciofila di Poggio Picenze con la sua squadra senior concorre nel campionato nazionale di Serie A di bocce.
Il comune organizza ogni anno eventi sportivi, come gare podistiche e ciclistiche.

## Infrastrutture e trasporti
Poggio Picenze è attraversato, nella parte orientale del paese, dalla Strada statale 17 dell'Appennino Abruzzese, che nel secolo scorso, prima di eseguire i lavori di ammodernamento della statale, passava per il centro abitato del borgo. Dalla statale, per accedere al paese ci sono 3 incroci. La Strada statale 17 dell'Appennino Abruzzese collega il paese a L'Aquila a nord e a Barisciano, San Pio delle Camere e Navelli, per poi proseguire sino a Pescara, a sud. A ovest del paese, invece, corre la Strada statale 261 Subequana che collega il paese ai vicini comuni di San Demetrio ne' Vestini, Fossa e ai vari comuni della Valle dell'Aterno.